# Senegalese krombek
De Senegalese krombek (Sylvietta brachyura) is een zangvogel uit de familie Macrosphenidae. De vogel vormt met de roodteugelkrombek (S. whytii) en de Somalische krombek (S. philippae) een zogenaamde supersoort van zeer op elkaar gelijkende, verwante soorten.

## Herkenning
De vogel is gemiddeld 8 cm lang en weegt maar 6,5 tot 10 gram. Het is een klein vogeltje met een opvallend kort staartje. De vogel is van boven egaal grijs en van onder licht roodbruin. Kenmerkend is een smalle zwarte oogstreep en daarboven een duidelijke okerkleurige wenkbrauwstreep. De iris is oranjebruin, de snavel is van boven donkerbruin en van onder bleker van kleur; de poten zijn lichtbruin tot bijna roze.

## Verspreiding en leefgebied
Deze soort komt voor van westelijk tot oostelijk Afrika en telt drie ondersoorten:
- S. b. brachyura: van zuidelijk Mauritanië tot Sierra Leone en oostelijk tot centraal en noordoostelijk Soedan en Eritrea.
- S. b. carnapi: van centraal Kameroen tot Oeganda en westelijk Kenia.
- S. b. leucopsis: van zuidoostelijk Soedan, Ethiopië en Somalië tot Tanzania.

Het leefgebied bestaat uit savanne met vooral doornig struikgewas (Acacia). In Guinee-Bissau wordt de vogel ook aangetroffen in mangrove. Verder is het vogel van voornamelijk laagland tot 1500 m boven de zeespiegel, maar in Soedan ook wel hoger tot op 2400 m.

## Status
De grootte van de wereldpopulatie is niet gekwantificeerd. De vogel is binnen zijn verspreidingsgebied merendeels algemeen. Men veronderstelt dat de soort in aantal stabiel is. Om deze redenen staat de Senegalese krombek als niet bedreigd op de Rode Lijst van de IUCN.